# Central Lowlands

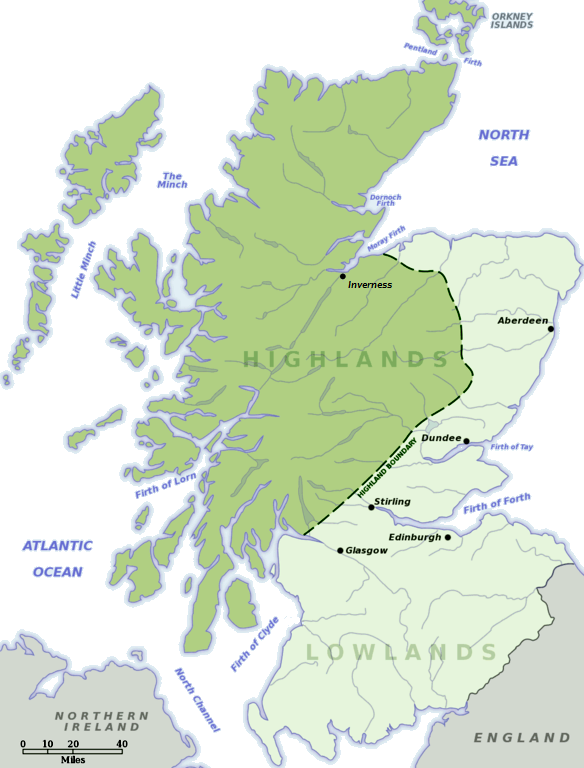
Die schottischen Highlands und Lowlands

Die Central Lowlands sind der am stärksten besiedelte Teil Schottlands. Sie liegen zwischen den Highlands im Norden, den Southern Uplands im Süden, dem Firth of Clyde im Westen und dem Firth of Forth im Osten. Sie beinhalten die wesentliche Industrie sowie die bedeutendsten landwirtschaftlichen Anbauflächen Schottlands. 
Hier findet man auch den Central Belt, mit Städten wie Edinburgh, Glasgow und Stirling sowie den benachbarten Grafschaften von Ayr bis Dundee und Perth. Außerhalb dieses geographisch nicht zentral gelegenen „Kerns“ Schottlands ist noch die Stadt Aberdeen an der Ostküste nennenswert, als ebenfalls in den Central Lowlands liegend.